# Anna Göldi Museum

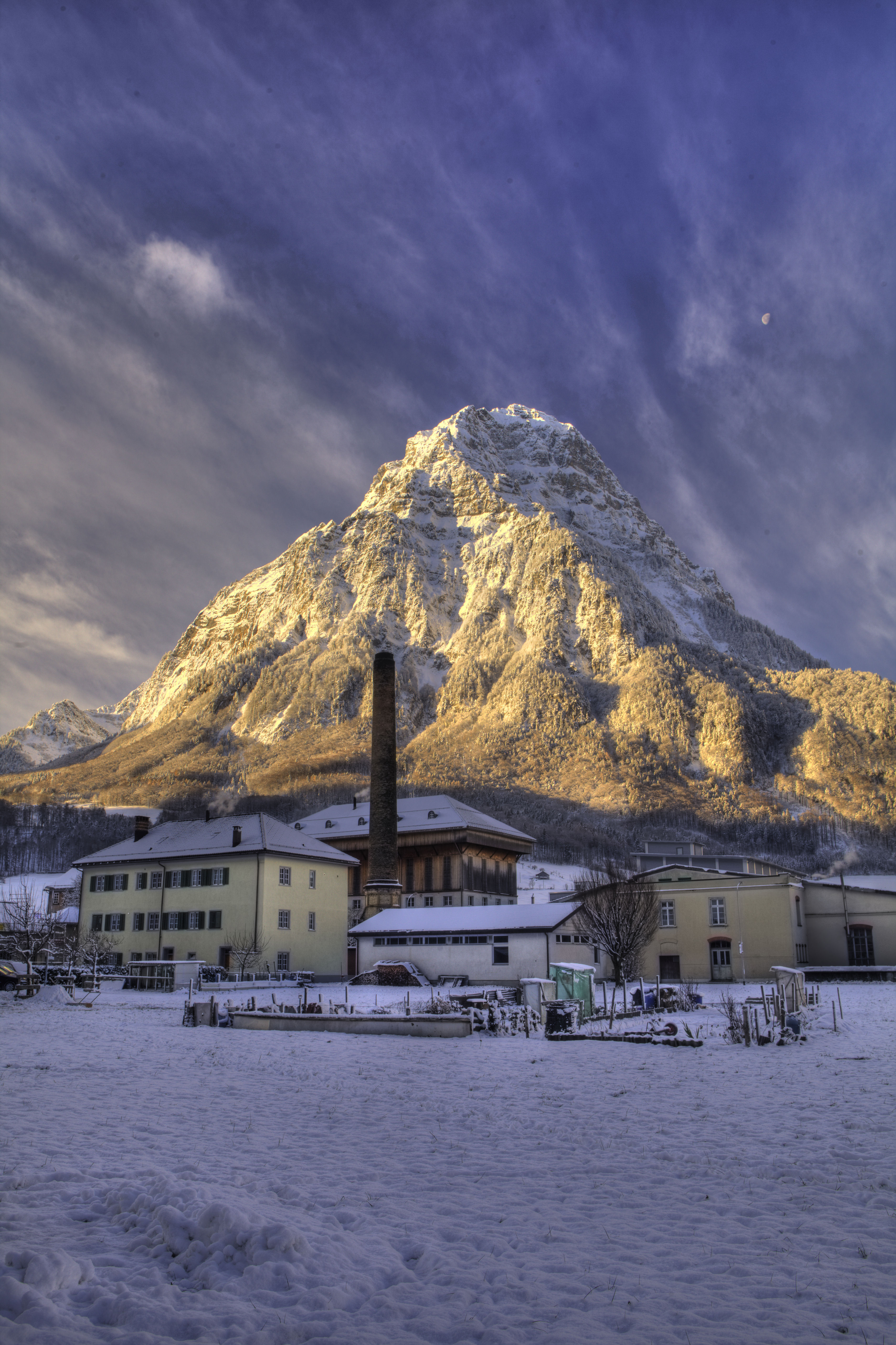
«Hänggiturm» Ennenda (hinter Kamin) mit Glärnisch

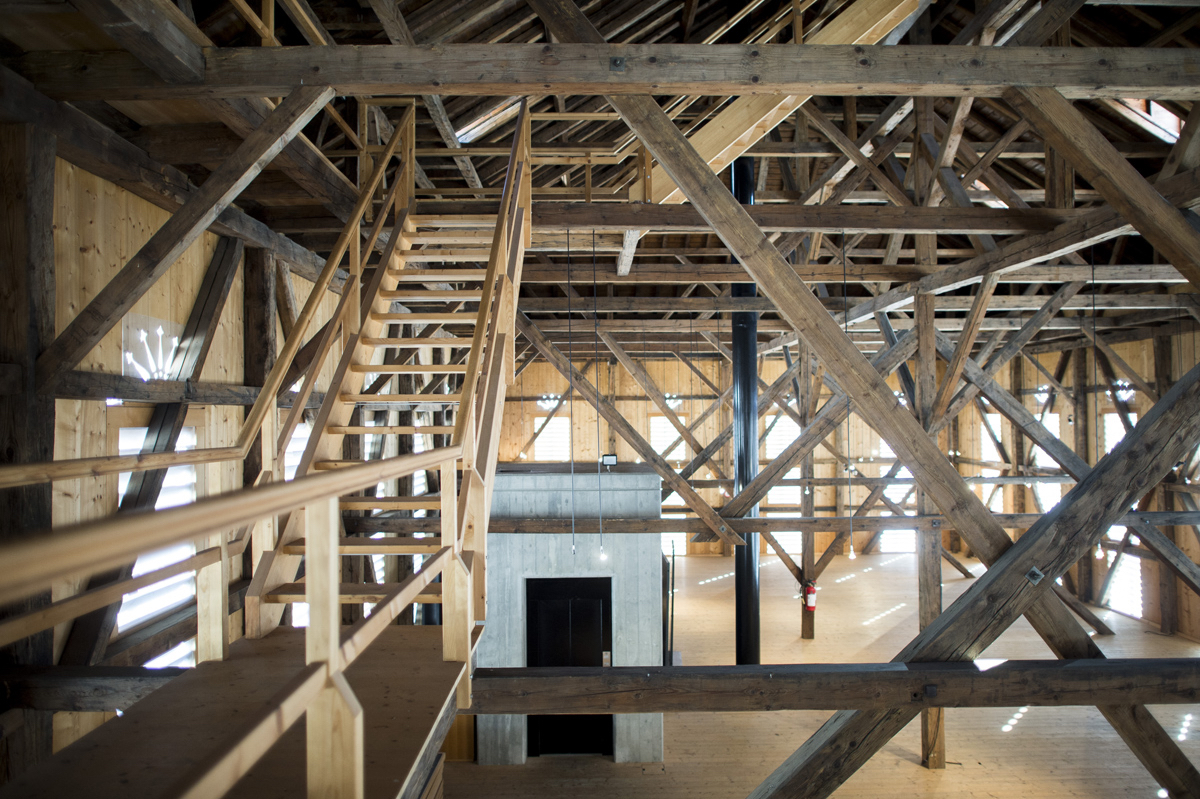
«Hänggiturm» Ennenda, Innenraum

Das Anna Göldi Museum (Eigenschreibweise) ist dem Schicksal der 1782 in Glarus hingerichteten Magd Anna Göldi gewidmet. Es wurde am 20. August 2017 in Ennenda (Kanton Glarus, Schweiz) eröffnet.
Das Anna Göldi Museum in Glarus-Ennenda gehört heute zu den bedeutendsten kulturellen Sehenswürdigkeiten der Region und zieht jährlich Tausende von Besucherinnen und Besuchern, vor allem auch junge Menschen, aus der ganzen Schweiz und dem Ausland an. Das Göldi Museum gilt zugleich als Vorzeigemodell für eine lebendige Erinnerungskultur, die sich auch mit aktuellen Menschenrechtsfragen auseinandersetzt.

## Dauerausstellung
Die Geschichte der Anna Göldi wird in einem historischen wie aktuellen Kontext dargestellt. Die Besucher werden von einer Themeninsel zur anderen geführt: «Hexenwahn», «Netzwerk der Macht», «Aufklärung», «Publizistik», «Erinnerungskultur», «Rehabilitierung».
Herzstück der multimedial inszenierten Ausstellung sind der durch die ausführlichen Folterprotokolle gut dokumentierte Hexenprozess sowie dessen Hauptfiguren, die Herrschaftsfamilie Tschudi sowie Whistleblower Johann Melchior Kubli, der vertrauliche Dokumente dem deutschen Journalisten Heinrich Ludewig Lehmann zugespielt hatte. Rundherum reihen sich Themeninseln, die den historischen Stoff vertiefen, namentlich «Netzwerk der Macht», «Zeitalter der Aufklärung», «Glarus im 18. Jahrhundert», «Publikationen und Darstellungen zum Hexenprozess», «Rehabilitierung» und «Menschenrechte in heutiger Zeit», ein Thema mit aktuellem Bezug, dem im Museum grosse Bedeutung zukommt. Erstmals umfassend gezeigt wird das von Autor und Jurist Walter Hauser 2006 in Deutschland entdeckte Stammbuch des Journalisten Lehmann. Darin haben sich ein paar Wochen nach der Hinrichtung von Anna Göldi alle Hauptakteure des Hexenprozesses mit ihrer eigenen Handschrift verewigt.

## Sonderausstellungen und Veranstaltungen
Das Museum unterhält Sonderausstellungen sowie Bildungs- und Kulturveranstaltungen. Es gibt einen Vortragsraum für Veranstaltungen.

## Gebäude
Das Museum ist im denkmalgeschützten Hänggiturm in Glarus-Ennenda untergebracht, Wahrzeichen der glarnerischen Textilindustrie des 19. Jahrhunderts.
Am 13. August 2020 wurde nach mehrmonatigen Sanierungsarbeiten der Hochkamin beim Anna-Göldi-Museum enthüllt. Seither prangt der Schriftzug «ANNA» in über 30 Metern Höhe – mit doppelter Botschaft.

## Organisation
Als Träger und Eigentümer ist die Anna Göldi-Stiftung hauptverantwortlich. Das Museum wird zu über 80 Prozent aus privaten Mitteln finanziert und vom Kanton Glarus und der Standortgemeinde unterstützt und wurde von der raumprodukt GmbH in Zürich in Zusammenarbeit mit einem Fachgremium gestaltet.